# SARSコロナウイルス2の変異株
新型コロナウイルス感染症 (COVID-19) を引き起こすSARSコロナウイルス2 (SARS-CoV-2) は、他のウイルスと同じく突然変異率が高いため、時間の経過とともに多くの変異株が生じる。この項目では、注目すべきSARSコロナウイルス2の変異株（サーズコロナウイルスツーのへんいかぶ、英語: variants of SARS-CoV-2）について説明し、これらの変異株の一部または全てに見られる注目すべきミスセンス変異についても説明する。
GISAID Sクレード、PANGO A系統、Nextstrain 19Bクレードに属する「WIV04/2019」塩基配列は、「シーケンスゼロ」として知られる、ヒトに感染する原型ウイルスの塩基配列を最も厳密に反映している可能性が高いと考えられており、参照配列として使用される。

## 変異株対照表
SARS-CoV-2の出現は、コウモリのSARS様コロナウイルスとセンザンコウコロナウイルスとの間の組換えの結果である可能性があるが（異種間伝播による）、突然変異は進行中の進化と新しいSARS-CoV-2の変異株の出現に重要な役割を果たすことが示されている。
中華人民共和国（中国）で最初にサンプリングされ同定された変異株は、研究者により「3つの変異株」によって元のゲノムと異なるとみなされている。したがって、SARS-CoV-2には多くの系統が存在する。
次の表はリスクが高い、または高い可能性がある変異株の情報とリスクレベルを示す。信頼区間は特に明記されていない限り、95%の信頼度を仮定している。
現在の状況については後節「#WHOによる分類」も参照
| 最初の検出              | 最初の検出 | 最初の検出 | 識別       | 識別         | 識別                                       | 注目すべきミスセンス変異                                    | 臨床的変化のエビデンス       | 臨床的変化のエビデンス               | 臨床的変化のエビデンス                     | 拡散       | Ref.                                                               |
| 地域                    | 日付       | 命名日     | WHO ラベル | PANGO 系統名 | 他の系統名                                 | 注目すべきミスセンス変異                                    | 伝染性                       | 毒性                                 | 抗原性                                     | 拡散       | Ref.                                                               |
| ----------------------- | ---------- | ---------- | ---------- | ------------ | ------------------------------------------ | ----------------------------------------------------------- | ---------------------------- | ------------------------------------ | ------------------------------------------ | ---------- | ------------------------------------------------------------------ |
| ナイジェリア            | 2020年8月  | —          | —          | B.1.1.207    |                                            | P681H                                                       | —                            | —                                    | —                                          | 国家間     | [ 6 ] [ 7 ]                                                        |
| イギリス                | 2020年9月  | 2020年12月 | Alpha      | B.1.1.7      | VOC-20DEC-01, 20I/501Y.V1                  | N501Y, 69–70del, P681H                                      | ~74 % 増加 (NERVTAG)         | ~64 % (32—104 %) 以上の致死性 (BMJ)  | 抗原活性が減少 (ECDC)                      | 世界規模   | [ 8 ] [ 6 ] [ 9 ] [ 10 ] [ 11 ] [ 12 ] [ 13 ] [ 14 ] [ 15 ] [ 16 ] |
| デンマーク              | 2020年10月 | —          | —          | —            | Cluster 5, ΔFVI-spike (SSI)                | Y453F, 69–70deltaHV                                         | —                            | —                                    | 中和抗体に対する感受性が中程度に低下 (WHO) | 絶滅の様相 | [ 17 ] [ 18 ] [ 19 ]                                               |
| 南アフリカ              | 2020年5月  | 2020年12月 | Beta       | B.1.351      | 501.V2, 20H/501Y.V2, VOC-20DEC-02          | N501Y, K417N, E484K                                         | ~50 % (20–113 %) 増加 (ECDC) | —                                    | 抗体により中和が減少 (ECDC)                | 世界規模   | [ 8 ] [ 6 ] [ 20 ] [ 21 ] [ 9 ] [ 22 ] [ 23 ] [ 24 ]               |
| 日本 · ブラジル         | 2020年11月 | 2021年1月  | Gamma      | P.1          | B.1.1.28, VOC-21JAN-02, 20J/501Y.V3 の子孫 | N501Y, E484K, K417T                                         | 増加の様相 (CDC)             | ~45 % (10–80 %) 以上の致死性 (CADDE) | 効果的な中和の全体的な減少 (ECDC)          | 国家間     | [ 8 ] [ 6 ] [ 21 ] [ 25 ] [ 26 ] [ 27 ] [ 24 ] [ 9 ] [ 28 ]        |
| イギリス · ナイジェリア | 2020年12月 | 2021年3月  | Eta        | B.1.525      | VUI-21FEB-03 (PHE), 以前のUK1188           | E484K, F888L                                                | 増加の様相 (CDC)             | 増加の様相 (CDC)                     | 「適度に」減少した中和 (COG-UK)            | 国家間     | [ 8 ] [ 29 ] [ 30 ] [ 31 ]                                         |
| インド                  | 2020年10月 | 2021年4月  | Kappa      | B.1.617.1    | VUI-21APR-01 G/452R.V3                     | G142D, E154K, L452R, E484Q, D614G, P681R, Q1071H            |                              |                                      |                                            |            | [ 8 ] [ 32 ]                                                       |
| インド                  | 2020年10月 | 2021年5月  | Delta      | B.1.617.2    | VOC-21APR-02 G/452R.V3                     | T19R, G142D, del157/158， L452R, T478K, D614G, P681R, D950N |                              |                                      |                                            |            | [ 8 ] [ 32 ]                                                       |
| アメリカ                | 2020年3月  | 2021年3月  | Epsilon    | B.1.429      | CAL.20C                                    | I4205V, D1183Y, S13I, W152C, L452R                          | ~20% 増加 (CDC)              | 調査中                               | 「適度だが著しく」減少した中和 (UCSF)      | 国家間     | [ 8 ] [ 33 ] [ 34 ]                                                |

Notes
1. ↑  積極的疫学調査としてスクリーニングする対象の変異株を太字で表記。
2. ↑  "—" は、引用できる信頼できる情報源が見つからなかったことを示す。
3. ↑  Date of designation.
4. ↑  この表には無いが、他にZeta（P.2）、Theta（P.3）、Iota（B.1.526）も「Variants of Concern（=VOC/オレンジ色）」に準ずる「Variants of Interest（=VOI/黄色）」として同時にラベルされた。また、後にLambda（C.37）、Mu（B.1.621）もVOIに追加されたが、2022年4月時点では全てVOIから除外されている（#WHOによる分類も参照）。

## 命名法
| PANGO 系統 (命名規則の提案, Nature を参照) | PANGO 系統への注記 (Alm et al. を参照) | Nextstrain クレード, 2021 | GISAID クレード | 注目すべき変異株                                     |
| ------------------------------------------ | -------------------------------------- | ------------------------- | --------------- | ---------------------------------------------------- |
| A.1–A.6                                    |                                        | 19B                       | S               | "参照配列" である WIV04/2019 を含む                  |
| B.3–B.7, B.9, B.10, B.13–B.16              |                                        | 19A                       | L               |                                                      |
| B.3–B.7, B.9, B.10, B.13–B.16              | O                                      | 19A                       |                 |                                                      |
| B.2                                        |                                        | 19A                       | V               |                                                      |
| B.1                                        | B.1.5–B.1.72                           | 20A                       | G               | PANGO 系統における系統 B.1                           |
| B.1                                        | B.1.9, B.1.13, B.1.22, B.1.26, B.1.37  | 20A                       | GH              |                                                      |
| B.1                                        | B.1.3–B.1.66                           | 20C                       | GH              | CAL.20C を含む                                       |
| B.1                                        | B.1.3–B.1.66                           | 20G                       | GH              | 一般的に米国で優勢、2021年1月                        |
| B.1                                        | B.1.3–B.1.66                           | 20H                       | GH              | B.1.351 別名 20H/501Y.V2 または 501.V2 系統を含む    |
| B.1                                        | B.1.1                                  | 20B                       | GR              | B.1.1.207を含む                                      |
| B.1                                        | B.1.1                                  | 20D                       | GR              | P.1とP.2を含む                                       |
| B.1                                        | B.1.1                                  | 20F                       | GR              |                                                      |
| B.1                                        | B.1.1                                  | 20I                       | GR              | 系統 B.1.1.7 別名 VOC-20DEC-01 or 20I/501Y.V1 を含む |
| B.1                                        | B.1.177                                | 20E (EU1)                 | GV              | 20A から派生                                         |

SARS-CoV-2に対する一貫した命名法は確立されていない。政府や報道機関を含め、変異株に関しては、最初に特定された国を呼称することもあるものの、 2021年1月現在、世界保健機関 (WHO) は「地理的な場所を参照しないSARS-CoV-2変異株の標準的な命名法」に取り組んでいる。
SARS-CoV-2には何千もの変異株が存在し、ウイルスの亜種は、系統や系統群などのより大きな分類群へ分類できる。主要かつ一般的に使用される下記3種類の命名法が提案されている、
- 2021年1月現在、 GISAID（SARS-CoV-2を「hCoV-19」と呼称[46]）は、 8つのグローバルクレード (S, O, L, V, G, GH, GR, GV) として識別する[47]。
- 2017年、 Hadfieldらは、「病原体の進化をリアルタイムで追跡する」ことを目的とした Nextstrain（英語版） を発表した[48]。Nextstrain は後に SARS-CoV-2 の追跡に使用され、 2021年1月現在において 11 のクレード (19A, 19B, 20A ～ 20I) [注釈 3] を識別する[49]。
- 2020年、Rambautらは、PANGOLIN（英語版）[50]ソフトウェアチームによる記事[51]「活発に流行しているウイルス系統と新しい場所に広がるウイルス系統に焦点を当てたSARS-CoV-2系統の動的命名法」で提案し[40]、2021年2月現在において、6つの主要な系統 (A, B, B.1, B.1.1, B.1.177, B.1.1.7) を識別する[52][53]。

各国の国立公衆衛生研究機関 (NPHIs) は、特定の変異株を追跡する目的で独自の命名系を制定することもできる。たとえば、イングランド公衆衛生庁 (PHE) の命名系では、追跡対象の各変異株を[YYYY] [MM] / [NN]の形式で年、月、番号を指定し、変異株の種別に応じて「VUI」（Variant Under Investigation; 調査中の変異株）または「VOC」（Variant of Concern; 懸念される変異株）を先頭に表示した。このシステムは現在変更されており、月は3文字のコードを使用して[YY] [MMM]-[NN]の形式で表記されている。
2021年5月31日に、WHOはギリシャアルファベットを使用する新たな命名法を発表した。以降は警戒が必要な変異株について、「アルファ (Alpha/α) 株」や「デルタ (Delta/δ) 株」といった名称に変更されている（「#WHOによる分類」も参照）。

## 注目度の基準
ウイルスは通常、時間の経過とともに突然変異を獲得し、新しい変異株を生み出す。新しい変異株が集団で成長しているように見える場合、それは「新規変異株」としてラベル付けする。
新規変異株としてラベル付けする兆候は次のとおり、
- 伝達率の向上
- 罹患率の増加
- 死亡率の増加
- 診断テストによる検出を回避する機能
- 抗ウイルス薬に対する感受性の低下（そのような薬が利用できる場合）
- 治療的（例えば、回復期血漿またはモノクローナル抗体）または実験室実験における中和抗体に対する感受性の低下
- 自然免疫を回避する能力（例えば、再感染を引き起こす）
- 予防接種を受けた個人に感染する能力
- 多臓器炎症症候群やLong COVIDなどの特定の状態のリスクの増加
- 子供や免疫不全の個人など、特定の人口統計学的または臨床的グループに対する親和性の増加

これらの基準の1つ以上を満たすように見える変異株は、これらのプロパティの検証と妥当性確認が行われるまで、「調査中の変異株」(variants under investigation; VUI) または「注目すべき変異株」(variant of interest; VOI) とラベル付けされる場合がある。「注目すべき変異株」の主な特徴は、それが症例の割合の増加や、固有に勃発したクラスターの原因である証拠を示していることである。ただし、流行または感染拡大が国レベルで制限されている必要がある。それができない場合、警戒レベルは「懸念される変異株」(variant of concern; VOC) に引き上げられる。また、特定の変異株に対する予防または介入措置の有効性が大幅に低下したという明確な証拠がある場合、その変異株は「甚⼤な被害が想定される変異株」(variant of high consequence; VOHC) と称される。

## WHOによる分類
WHOは2023年5月17日時点で、2種の「注目すべき変異株 (VOI) 」と7種の「監視すべき変異株 (VUM)」を選定している。これらはいずれも、同年3月15日以前は親系統系統 B.1.1.529 (Omicron)の亜系統・組み換え株であり、系統 B.1.1.529と共に一括して「懸念される変異株 (VOC)」に分類されていた。
| WHO ラベル                                        | PANGO 系統                                   | GISAID 系統群/系統                           | Nextstrain 系統群                            | その他の 監視中変異                          | 最初の確認                                   | 指定日                                       | 備考                                                |
| 注目すべき変異株＝VOI (Variants of Interest)      | 注目すべき変異株＝VOI (Variants of Interest) | 注目すべき変異株＝VOI (Variants of Interest) | 注目すべき変異株＝VOI (Variants of Interest) | 注目すべき変異株＝VOI (Variants of Interest) | 注目すべき変異株＝VOI (Variants of Interest) | 注目すべき変異株＝VOI (Variants of Interest) | 注目すべき変異株＝VOI (Variants of Interest)        |
| ------------------------------------------------- | -------------------------------------------- | -------------------------------------------- | -------------------------------------------- | -------------------------------------------- | -------------------------------------------- | -------------------------------------------- | --------------------------------------------------- |
|                                                   | XBB.1.5                                      |                                              | 23A                                          |                                              |                                              | 2023-01-11 2023年4月(VOI)                    | 通称「クラーケン」 系統XBB (グリフォン)の亜系統     |
|                                                   | XBB.1.16                                     |                                              | 23B                                          |                                              |                                              | 2023-03-22                                   | 通称「アークトゥルス」 系統XBB (グリフォン)の亜系統 |
| 監視すべき変異株＝VUM (Variants Under Monitoring) |                                              |                                              |                                              |                                              |                                              |                                              |                                                     |
|                                                   | BQ.1                                         |                                              | 22E                                          |                                              |                                              | 2022-09-21                                   | BA.5.3.1の亜系統                                    |
|                                                   | BA.2.75                                      |                                              | 22D                                          |                                              | インド 2022年5月                             | 2022-07-06                                   | 通称「ケンタウロス」                                |
|                                                   | CH.1.1                                       |                                              | 22D                                          |                                              |                                              | 2023-02-08                                   | BA.2.75の亜系統                                     |
|                                                   | XBF                                          |                                              |                                              |                                              |                                              | 2023-02-08                                   |                                                     |
|                                                   | XBB                                          |                                              | 22F                                          |                                              |                                              | 2022-10-12                                   | 通称「グリフォン」                                  |
|                                                   | XBB.1.9.1                                    |                                              |                                              |                                              |                                              | 2023-03-30                                   | 系統XBB (グリフォン)の亜系統                        |
|                                                   | XBB.2.3                                      |                                              |                                              |                                              |                                              | 2023-05-17                                   |                                                     |

### 注目すべき変異株 (VOI)

#### 系統XBB.1.5
2つのBA.2亜系統の組み換え株であるXBBの亜系統である。通称は「クラーケン」。
WHOの2023年3月24日時点でのリスクアセスメントにおいて、感染者増加についての優位性が高く、中程度の抗体に対する免疫逃避能力があるとされている。同時点において74か国で検出されている。アメリカCDCは、この系統がBQ.1等を置き換え、2023年2月25日までの1週間の同国内での新規感染者の85%を占めるまでに増加したと推計している。南アフリカでも、2月の報告での新規感染者の76%を占めるまでに増加した。日本（東京都など）や欧州でも増加傾向にある。

#### 系統XBB.1.16
2つのBA.2亜系統の組み換え株であるXBBの亜系統である。通称「アークトゥルス」。
WHOの2023年4月21日時点でのリスクアセスメントにおいて、感染者増加についての優位性が高いとされている。感染した児童は結膜炎や高熱といった症状を呈する。
2023年3月にはインドで検出されたウイルスの50%を超えたほか、アメリカ、シンガポール、オーストラリア等でも感染が拡大している。

### 2023年3月15日以前の分類
WHOは2022年7月時点で、特に危険性のある1種の「懸念される変異株 (VOC)」を選定している（※同時点で「注目すべき変異株 (VOI)」に選定されているものは存在しない）。以下の表ではWHOが過去にVOCあるいはVOIに選定し、ラベル付けされた変異株についても記す。なお、PANGO、GISAID、Nextstrainは別組織による分類である。
| WHO ラベル                                   | PANGO 系統                                  | GISAID 系統群/系統                          | Nextstrain 系統群                           | その他の 監視中変異                         | 最初の確認                                  | 指定日                                      |
| 懸念される変異株＝VOC (Variants of Concern)  | 懸念される変異株＝VOC (Variants of Concern) | 懸念される変異株＝VOC (Variants of Concern) | 懸念される変異株＝VOC (Variants of Concern) | 懸念される変異株＝VOC (Variants of Concern) | 懸念される変異株＝VOC (Variants of Concern) | 懸念される変異株＝VOC (Variants of Concern) |
| -------------------------------------------- | ------------------------------------------- | ------------------------------------------- | ------------------------------------------- | ------------------------------------------- | ------------------------------------------- | ------------------------------------------- |
| オミクロン ο:Omicron                         | B.1.1.529                                   | GR/484A                                     | 21K                                         | na                                          | 南アフリカ共和国 2021年11月                 | VUM: 2021-11-24 VOC: 2021-11-26             |
| 注目すべき変異株＝VOI (Variants of Interest) |                                             |                                             |                                             |                                             |                                             |                                             |
| 選定されている変異株なし                     |                                             |                                             |                                             |                                             |                                             |                                             |
| その他（上記の対象から除外された変異株）     |                                             |                                             |                                             |                                             |                                             |                                             |
| アルファ α:Alpha                             | B.1.1.7                                     | GRY (旧GR/501Y.V1)                          | 20I (V1)                                    | ＋S:484K ＋S:452R                           | 英国 2020年9月                              | 2020-12-18                                  |
| ベータ β:Beta                                | B.1.351 B.1.351.2 B.1.351.3                 | GH/501Y.V2                                  | 20H (V2)                                    | na                                          | 南アフリカ共和国 2020年5月                  | 2020-12-18                                  |
| ガンマ γ:Gamma                               | P.1 P.1.1 P.1.2                             | GR/501Y.V3                                  | 20J (V3)                                    | ＋S:681H                                    | ブラジル 2020年11月                         | 2021-01-11                                  |
| デルタ δ:Delta                               | B.1.617.2 AY.1 AY.2 AY.3                    | G/478K.V1                                   | 21A                                         | na                                          | インド 2020年10月                           | VOI: 2021-04-04 VOC: 2021-05-11             |
| イプシロン ε:Epsilon                         | B.1.427 B.1.429                             | GH/452R.V1                                  | 21C                                         | na                                          | 米国 2020年3月                              | 2021-03-05                                  |
| ゼータ ζ:Zeta                                | P.2                                         | GR/484K.V2                                  | 20B/S.484K                                  | na                                          | ブラジル 2020年4月                          | 2021-03-17                                  |
| イ―タ η:Eta                                  | B.1.525                                     | G/484K.V3                                   | 21D                                         | na                                          | 複数国 2020年12月                           | 2021-03-17                                  |
| シータ θ:Theta                               | P.3                                         | GR/1092K.V1                                 | 21E                                         | na                                          | フィリピン 2021年1月                        | 2021-03-24                                  |
| イオタ ι:Iota                                | B.1.526                                     | GH/253G.V1                                  | 21F                                         | na                                          | 米国 2020年11月                             | 2021-03-24                                  |
| カッパ κ:Kappa                               | B.1.617.1                                   | G/452R.V3                                   | 21B                                         | na                                          | インド 2020年10月                           | 2021-04-04                                  |
| ラムダ λ:Lambda                              | C.37                                        | GR/452Q.V1                                  | 21G                                         | na                                          | ペルー 2020年12月                           | 2021-06-14                                  |
| ミュー μ:Mu                                  | B.1.621                                     | GH                                          | 21H                                         | na                                          | コロンビア 2021年1月                        | 2021-08-30                                  |
| WHO                                          | PANGO                                       | GISAID                                      | Nextstrain                                  | 他の変異                                    | 初出                                        | 指定日                                      |

#### 懸念される変異株（VOC）

##### 系統 B.1.1.529（オミクロン株）
WHOのラベルでは、「オミクロン株（Omicron variant）」に分類されており、さらに2022年7月時点でWHOにより特に危険性のある「懸念される変異株」(VOC) に格付けされている唯一の株である。またWHOによる「監視中のオミクロン株亜系統」として、同時点でBA.2系統のうちBA.2.12.1とBA.2.75、さらにBA.4、BA.5が指定されている。
2021年11月、南アフリカ共和国などで新たな変異株「系統 B.1.1.529」が検出され、WHOは11月26日に「懸念される変異株」(VOC) に指定した。
感染力が強いこともあり、同年末から2022年にかけて世界中で急速に感染拡大が起きており、デルタ株を置き換えて主流の株となっている。

##### 過去の懸念される変異株

###### 系統 B.1.1.7（アルファ株）

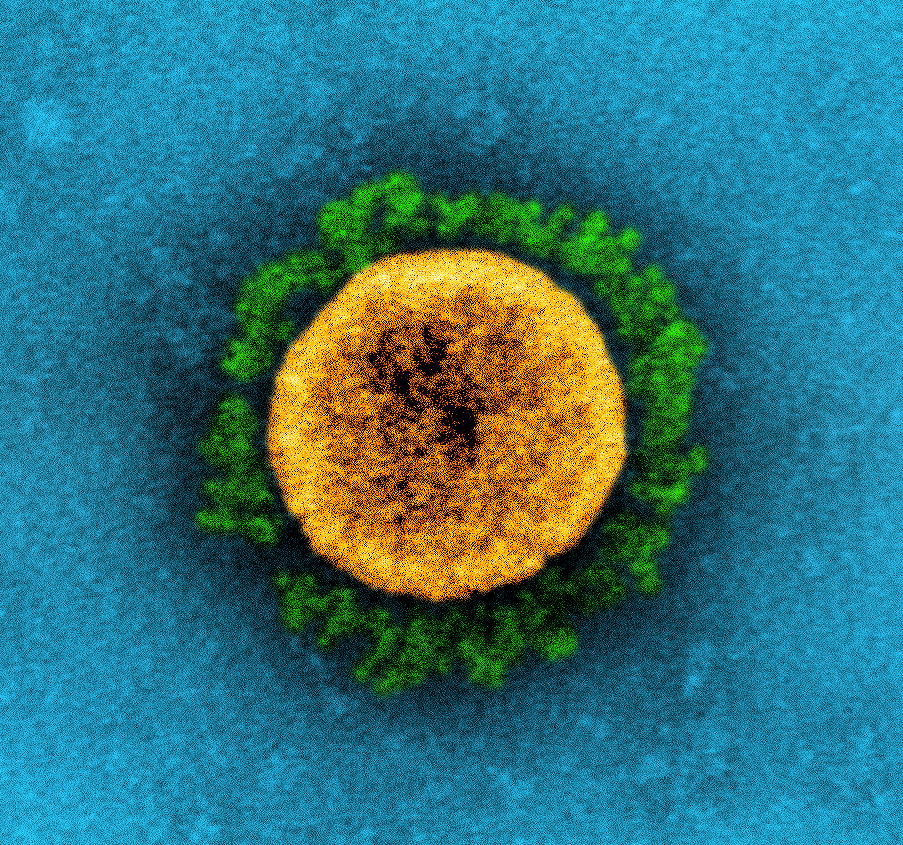
コロナウイルスB.1.1.7変異株の疑似着色した透過型電子顕微鏡写真。変異株の感染力の増加は、緑色で示されるスパイクタンパク質の構造変化に起因すると考えられる。

WHOは「懸念される変異株」(VOC) として格付けし、ラベルではアルファ株（Alpha variant）に分類していたが、2022年4月時点でVOCから除外されている。
2020年10月に英国での COVID-19パンデミック中に、前月の採取サンプルから最初に検出された 系統 B.1.1.7 (VOC-20DEC-01〈旧称VOC-202012/01〉) は、2020年12月に最初の調査中の変異株 (VUI–202012/01) として、および系統 B.1.1.7 または 20I/501Y.V1 (以前の20B/501Y.V1)として、以前は知られていた。それ以来、その有病率は、推定される世代間隔である6.5日ごとに2倍になった。これは、英国でのCOVID-19感染率の有意な増加と相関しており、N501Y変異に部分的に関連する。この変種では伝達率が40%から80%増加するという証拠がいくつかあり（ほとんどの推定値はこの範囲の中間から上限付近にある）、初期分析では致死率の増加が示唆されている。

###### B.1.1.7 with E484K（VOC-21FEB-02）
イングランド公衆衛生庁 (PHE) によって"B.1.1.7 with E484K"と記述されている、「懸念される変異株」のVOC-21FEB-02（旧称VOC-202102/02）は、Rambaut分類系と同じ系統だが、E484K突然変異が追加されている。 2021年2月18日の時点で、英国では26件のVOC-21FEB-02が確認されている。2021年3月4日、米国オレゴン州でE484K変異を伴うB.1.1.7が報告された。分析された13のテストサンプルのうち1つが、この組み合わせを持っていた。これは、取り込まれたのではなく、自発的かつ局所的に発生したものとみられる。

###### 系統 B.1.351（ベータ株）
WHOは「懸念される変異株」(VOC) として格付けし、ラベルではベータ株（Beta variant）に分類していたが、2022年4月時点でVOCから除外されている。
2020年12月18日、501.V2変異株（501.V2、20H/501Y.V2（以前の20C/501Y.V2）、VOC-20DEC-02（旧称VOC-202012/02）、または系統 B.1.351としても知られる）は南アフリカ共和国で最初に検出され、共和国保険局により報告された。この変異体の有病率は、基礎となる健康状態のない若者の間で高く、他の変異株と比較して、これらの症例ではより頻繁に重篤な病気を引き起こすと報告された。同国の保健局はまた、この変異株が他の初期のウイルスの変異株よりも速いペースで広がっているため、この変異株が同国内でのCOVID-19パンデミックの第2波を引き起こしている可能性があることを示した。
ウイルスのスパイクタンパク質の受容体結合ドメイン (RBD) に N501Y、K417N、E484Kの3つの変異があるため、変異体にはヒト細胞への付着を容易にするいくつかの変異が含まれていることに注目された。N501Y 変異は英国でも検出されている。

###### 系統 P.1（ガンマ株）
WHOは「懸念される変異株」(VOC) として格付けし、ラベルではガンマ株（Gamma variant）に分類していたが、2022年4月時点でVOCから除外されている。
系統 P.1は、イングランド公衆衛生庁 (PHE) によりVOC-21JAN-02（旧称VOC-202101/02）と呼称され、Nextstrainにより20J/501Y.V3と呼称され、国立感染症研究所 (NIID) によって2021年1月6日に東京で検出された。新しい系統は、同年1月2日にブラジルのアマゾナス州から東京に到着した4人から最初に特定された。1月12日、ブラジル-英国CADDEセンターは、アマゾン熱帯雨林におけるP.1の新しい系統の13の局所的症例を確定した。SARS-CoV-2のこの変異株は、系統P.1と名付けられ（B.1.1.28の子孫ではあるが、B.1.1.28.1という命名は許可されていない故にP.1と命名）、17の固有なアミノ酸変化を持ち、その変化のうち10のスパイクタンパク質は、N501Y、E484K、K417T、3つの懸念する変異を含む。
新しい系統は、ブラジルのアマゾナス州マナウスで2020年3月から11月にかけて採取されたサンプルには存在しなかったが、2020年12月15日から23日までの採取時には42%、12月15日から31日までの期間では 52.2%、2021年1月1日から9日までの期間では 85.4%が同じ都市で検出された。別のブラジルの研究では、リオデジャネイロ州で流行している系統B.1.1.28の別の亜系統が特定され、現在は系統 P.2（ゼータ株）と呼ばれる。この株はE484K変異を持つがN501Yは変異していない。系統P.2は、マナウスの系統P.1とは直接関係せず、リオデジャネイロで独立して進化した。
ある研究によれば、P.1感染は、他のブラジルの変異株（B.1.1.28またはB.1.195）のいずれかに感染した人と比較して、ほぼ10倍のウイルス量を生み出す可能性がある。また、P.1は、成人と高齢者に感染する能力で2.2倍高い伝染性を示し、性別に無関係の若年層より感染しやすいことを示唆している。
2020年11月から2021年1月の間にマナウスで収集されたサンプルの研究は、系統P.1は1.4倍から2.2倍高い伝染性を持ち、以前のコロナウイルス罹患時による免疫の25%から61%を回避し、前回のCOVID-19感染から回復しても再感染の可能性があることを意味する。死亡率に関しても、P.1の感染は10%から80%も更に致死的である。
ワクチンの研究から、ファイザーまたはモデルナの完全ワクチン接種を受けた人は、P.1に対する中和効果が大幅に低下した。つまり、ワクチン接種を受けた人は、入院や死亡の可能性からは100%保護されながらも、P.1感染のリスクが軽度に高くなることを意味する。
2つの研究の予備データは、オックスフォード-アストラゼネカワクチンが P.1変異株に対して有効であることを示すものの、正確な有効レベルは未発表である。ブラジルのブタンタン研究所が実施した研究の予備データは、CoronaVacが P.1変異株に対しても有効であることを示唆しており、この研究は最終的なデータを得るために継続される予定である。

###### 系統 B.1.617
2020年10月、インドで新しい変異株が発見され、B.1.617と命名された。2021年1月まで検出はほとんどなかったが、4月までに少なくとも20か国に拡散した。5月初旬までに約50か国、および南極大陸を除くすべての大陸で検出された。B.1.617.1（カッパ株）、B.1.617.2（デルタ株）、B.1.617.3の3つの亜系統に分類されており、約15の定義された突然変異の中で、スパイク突然変異のP681RおよびL452Rがこれらの系統に共有されている。また、E484Q変異はB.1.617.1とB.1.617.3にあるもののB.1.617.2には存在しない。一方、B.1.617.2にあるT478K変異はB.1.617.1およびB.1.617.3には見られない。これらの変異のうち、E484QおよびL452Rの2種類は抗体の容易な回避を引き起こす可能性がある。イングランド公衆衛生庁 (PHE) は2021年4月15日の発表で、B.1.617を調査中の変異株「VUI-21APR-01」として指定した。同年4月29日には、PHEはさらに2つの変異株である「VUI-21APR-02」と「VUI-21APR-03」（事実上のB.1.617.2およびB.1.617.3）を追加指定した。
2021年5月6日、PHEは、少なくともB.1.1.7と同程度の感染・伝播性があると評価し、B.1.617.2系統を調査中の変異株 (VUI) から懸念される変異株 (VOC) に引き上げ、「VOC-21APR-02」と位置付けた。同年5月11日にはWHOが、B.1.617系統全体を注目すべき変異株 (VOI) から引き上げて、懸念される変異株 (VOC) に分類したが、6月に入ると公衆衛生上のリスクがより大きなB.1.617.2系統のみをVOCに分類（他の2亜系統は格下げ）するように改めている。この変異株は、2021年2月に始まったインドにおける第2波の感染拡大の要因の一つであると考えられている。

###### 系統 B.1.617.2（デルタ株）
WHOは「懸念される変異株」(VOC) として格付けし、ラベルではデルタ株（Delta variant）に分類していたが、2022年7月時点でVOCから除外されている。
イギリスの科学者は、2021年5月初旬に元のバージョンのウイルスよりも急速に広がるという証拠にフラグを立てた後、B.1.617.2（特にスパイクE484Q変異がないもの）を「懸念される変異株」(VOC) として宣言した。WHOも前述のとおり系統 B.1.617の中で唯一、「懸念される変異株」(VOC) に分類していた。2021年9月時点では、ヨーロッパやアメリカ、オーストラリア、日本を含めたアジアなど世界の広い地域で主流の株となっていた。

#### 注目すべき変異株（VOI）

##### 過去の注目すべき変異株

###### 系統 B.1.429 / CAL.20C（イプシロン株）
WHOは「注目すべき変異株」(VOI) として格付けし、ラベルではイプシロン株（Epsilon variant）に分類していたが、2021年7月にVOIから除外された。
系統 B.1.429としても知られるCAL.20Cは、5つの異なる変異（ORF1ab遺伝子のI4205VとD1183Y、およびスパイクタンパク質S遺伝子のS13I、W152C、L452R）によって定義され、そのうち L452R（以前は他の無関係な系統で検出された）は特に懸念された。CAL.20C の方が感染しやすい可能性があるが、これを確認するにはさらなる調査が必要である。アメリカのカリフォルニア州においてCOVID-19パンデミック（英語版）が始まって以来、ロサンゼルス郡で収集された1,230のウイルスサンプルのうちの1つで、カリフォルニア州シダーズシナイ医療センターの研究者によって2020年7月に最初に観察された。再検出は、カリフォルニア州のサンプルで再び出現する2020年9月まで無く、2020年11月まで数は非常に少ないままであった。2020年11月、CAL.20C変異株はシダーズシナイ医療センターで収集されたサンプルの36%を占め、2021年1月までに CAL.20C 変異株はサンプルの50%を占めた。米国カリフォルニア大学サンフランシスコ校、カリフォルニア州公衆衛生局、およびサンタクララ郡公衆衛生局による共同プレスリリースによれば 、この変異株はカリフォルニア州北部の複数の郡でも検出された。2020年11月から12月にかけて、カリフォルニア州北部のシーケンスされた症例における変異の頻度は3%から25%に上昇した。事前発表では、CAL.20Cはクレード20Cに属し、サンプルの約36%を占めていると説明され、カリフォルニア州南部に焦点を当てた研究では、20Gクレードからの新しい変異株がサンプルの約24%を占める。ただし、米国全体では、2021年1月の時点で、20Gクレードが優勢である。カリフォルニア州での CAL.20Cの数の増加に続き、変異株はほとんどの米国の州でさまざまな頻度で検出される。北米のほか、ヨーロッパ、アジア、オーストラリアでも少数が検出されている。

###### 系統 P.2（ゼータ株）
WHOは「注目すべき変異株」(VOI) として格付けし、ラベルではゼータ株（Zeta variant）に分類していたが、2021年7月にVOIから除外された。
ゼータ株または系統 P.2はガンマ株（P.1）と同様にB.1.1.28の亜系統であり、ブラジルのリオデジャネイロ州で最初に検出された。E484K変異は含まれているが、N501YおよびK417T変異は含まれていない。マナウスでのガンマ株には直接関係せず、リオデジャネイロで独立して進化した。

###### 系統 B.1.525（イータ株）
WHOは「注目すべき変異株」(VOI) として格付けし、ラベルではイータ株（Eta variant）に分類していたが、2021年9月にVOIから除外された。
B.1.525は、イングランド公衆衛生庁 (PHE) によりVUI-21FEB-03（旧称VUI-202102/03）とも呼ばれ、以前はUK1188として知られていた。この株は系統 B.1.1.7、501.V2変異株および系統P.1に見られるような N501Y変異を持たないが、P.1、P.2、および501.V2に見られるものと同じE484K変異を持ち、B.1.1.7、N439K 変異株（B.1.141および B.1.258）、およびY453F変異株（Cluster 5）に見られるものと同じΔH69/ΔV70欠失（69位および70位のアミノ酸ヒスチジンおよびバリンの欠失）を持つ。B.1.525は、E484K変異と新しいF888L変異（スパイクタンパク質のS2ドメインでフェニルアラニン (F) がロイシン (L) に置換されている）の両方を持っているという点で、他のすべての変異株とは異なる。2021年3月5日の時点で、英国、デンマーク、フィンランド、ノルウェー、オランダ、ベルギー、フランス、スペイン、ナイジェリア、ガーナ、ヨルダン、日本、シンガポール、オーストラリア、カナダ、ドイツ、イタリア、スロベニア、オーストリア、マレーシア、スイス、アイルランド共和国、アメリカ合衆国を含む23か国で検出され、フランスの海外県・マヨットでも報告された。最初の症例は2020年12月に英国とナイジェリアで検出され、2021年2月15日の時点においては、後者の国のサンプルの中で最も高い頻度で発生した。同年2月24日の時点では、英国において56件の症例が見つかった。すべてのCOVID-19症例をシーケンスしたデンマークは、同年1月14日から2月21日までにこの変異株の113症例を発見し、そのうち7症例はナイジェリアへの海外旅行に直接関係していた。
英国の専門家は、それがどれほどのリスクになる可能性があるかを理解するためにそれを研究している。現在、「調査中の変異株」(VUI) と見なされているが、さらなる調査次第では「懸念される変異株」(VOC) となる可能性がある。ケンブリッジ大学のRavindra Gupta教授がBBCへ伝えたところによると、B.1.525は、すでに他の新しい変異株の一部に見られるものの、その効果の可能性が高い程度で予測可能であり部分的に安心な「重要な突然変異」を持っているようだと語った。

###### 系統 P.3（シータ株）
WHOは「注目すべき変異株」(VOI) として格付けし、ラベルではシータ株（Theta variant）に分類していたが、2021年7月にVOIから除外された。
2021年2月18日、フィリピン保健省は、ゲノム配列解析のため中部ビサヤ地方（「地域7」として知られる）から送られた患者からのサンプルから、COVID-19の2つの突然変異を検出した。後に「E484K」および「N501Y」と名付けられたこの変異は、50サンプルのうち37サンプルで検出され、両方同時の変異は29サンプルから検出した。この時点では亜種の正式な名前はなく、完全な配列も未特定であった。
2021年3月13日、フィリピン保健省は変異を確認し「P.3系統株（P.3 variant）」と命名した。同日、同国内で最初となる系統 P.1によるCOVID-19症例も確認された。変異株P.1とP.3はどちらも系統B.1.1.28に由来するが、同省は、ワクチンの有効性と伝染性に対する系統 P.3の影響はまだ確定していないと述べた。フィリピンにおける系統 P.3による発症は、2021年3月13日時点で98症例であった。同月中に、系統 P.3は日本国内でも確認された。

###### 系統 B.1.526（イオタ株）
WHOは「注目すべき変異株」(VOI) として格付けし、ラベルではイオタ株（Iota variant）に分類していたが、2021年9月にVOIから除外された。
2020年11月、米国ニューヨーク市で新しい変異株が発見され、B.1.526と命名された。2021年4月11日時点で、この変異株は少なくともアメリカ48の州と18か国で検出されている。

###### 系統 B.1.617.1（カッパ株）
WHOは「注目すべき変異株」(VOI) として格付けし、ラベルではカッパ株（Kappa variant）に分類していたが、2021年9月にVOIから除外された。

###### 系統 C.37（ラムダ株）
WHOは「注目すべき変異株」(VOI) として格付けし、ラベルではラムダ株（Lambda variant）に分類していたが、2022年4月時点でVOIから除外されている。
2020年12月にペルーで最初に同定された。2021年6月14日、WHOは本株をラムダ株と命名、「注目すべき変異株」(VOI) に加えた。
本株は南米を中心に最低でも世界30か国に広がり、アルファ株やガンマ株より感染力が強い可能性や他の株に比べCOVID-19ワクチンへの耐性が強い可能性がある。

###### 系統 B.1.621（ミュー株）
WHOは「注目すべき変異株」(VOI) として格付けし、ラベルではミュー株（Mu variant）に分類していたが、2022年4月時点でVOIから除外されている。
ミュー株は、2021年1月にコロンビアで初めて検出され、2021年8月30日にWHOによって「注目すべき変異種」(VOI) に指定された。南米とヨーロッパで流行が起きている。

## その他の変異株

### Cluster 5
2020年11月初旬、デンマーク国家血清研究所 (SSI) によってΔFVIスパイクとも呼ばれる Cluster 5 がデンマークの北ユラン地域で発見された。ミンクからミンク農場を経由して人間に拡散したと考えられている。2020年11月4日、デンマークのミンクの個体数を淘汰して、この突然変異が広がる可能性を防ぎ、新しい突然変異が発生するリスクを減らすことが発表された。突然変異が広がるのを防ぐために、封鎖と旅行制限が北ユトランドの7つの自治体に導入された。これは、COVID-19パンデミックに対するデンマーク国内（英語版）または国際的な対応に適合する。2020年11月5日までに、214人のミンク関連のヒトの症例が検出された。
世界保健機関 (WHO) は、Cluster 5 は「中和抗体に対する感受性が中程度に低下している」と述べた。SSIは、突然変異によって開発中のCOVID-19ワクチン効果が低下する可能性があるものの、役に立たなくなる可能性は低いことを警告した。ロックダウンと大規模な検査の結果、SSIは2020年11月19日に、Cluster 5 がおそらく絶滅したと発表した。2021年2月1日の時点で、すべてSSIの査読付き論文の著者は、Cluster 5 がヒト-ヒト間で流行していないと評価した。

### 系統 B.1.1.207
ナイジェリアで2020年8月に最初に配列決定された。感染経路と病原性への影響は不明だが、米国疾病予防管理センター (CDC) によって新規変異株としてリストされた。ナイジェリアの感染症のゲノミクスのためのアフリカセンターオブエクセレンスによって配列決定されたこの変異体は、英国の系統 B.1.1.7と共通して共有されるP681H変異を持つ。系統B.1.1.7と他の変異を共有しておらず、2020年12月下旬の時点では、この変異体はナイジェリアで配列決定されたウイルスゲノムの約1%を占めたが、これは上昇する可能性がある。2021年3月までに、系統B.1.1.207は日本、ペルー、ドイツ、シンガポール、香港、ベトナム、コスタリカ、韓国、カナダ、オーストラリア、フランス、イタリア、エクアドル、メキシコ、英国、米国で検出されている。

### 系統 B.1.1.317
B.1.1.317は懸念される変異株 (VOC) とは見なされないものの、クイーンズランド保健局は、オーストラリアのブリスベンでホテルの検疫を行う2人がこの変異株に感染していることを受け、義務である14日の隔離期間に加えて追加5日間の検疫を強制した。

### 系統 B.1.1.318
系統 B.1.1.318は、2021年2月24日にPHEによって調査中の変異株 (VUI-21FEB-04、旧称VUI-202102/04) として指定された。英国では同年3月4日時点で16症例が検出されている。

### 系統 B.1.618
この変異株は、2020年10月に初めて分離された。B.1.351と同じ変異であるE484K変異を持つ。 インド西ベンガル州ではここ数か月で大幅に増加している。2021年4月23日の時点で、CoV-Lineagesデータベースにはインドで検出された135の配列が示され、世界の他の8か国でそれぞれ1桁の数字が示された。

## ミスセンス変異
ミスセンス変異名は、次の命名規則に従う。
1. 左右のアルファベットは、アミノ酸の略号である（略号の詳細は、「タンパク質を構成するアミノ酸#遺伝子発現と生化学」を参照）。左のアルファベットは変異前の、右は変異後のアミノ酸を表す。
2. 真ん中の数字は、アミノ酸配列の何番目かを表す。

例えば「D614G」は、「アミノ酸配列の614番目の残基が、D（アスパラギン酸）からG（グリシン）に変異した」を意味する。
遺伝子文字列の変異の分析において、注意すべき点としては、例えば、「N501Y」といえば、イギリスで検出された系統 B.1.1.7（アルファ株）の系統のように感じてしまうが、遺伝子文字列の変異は、系統樹とは無関係に、偶然別の地域で同じ変異が起きる可能性があるので、「N501Y」が入っていても、必ずしも、アルファ株から変異したとは言い切れないことである。系統の関連分析では、新しい変異株の発見の時期と陽性者の渡航歴などから可能性の高い類推は可能であり、「N501Y」をキーワードにして、アルファ株から南アフリカ共和国で検出された系統 B.1.351（ベータ株）へと変異が広がったような類推の仕方は可能である。

### N440K
440番目のアミノ酸位置でアスパラギン（N）がリジン（K）へ置換したことを示す。感染力が強い。

### L452R
452番目のアミノ酸位置でロイシン（L）がアルギニン（R）に置換したことを示す。
L452Rは、最初にインドで流行したがその後世界中に広まった系統 B.1.617.2（デルタ株）と系統 B.1.617.1（カッパ株）の両方の変異株に見られる。L452RはACE2受容体結合能を増強し、ワクチン刺激抗体がこの変化したスパイクタンパク質に付着するのを減らすことができる、この株の関連する変異である。
いくつかの研究によれば、L452Rはウイルスに感染した細胞を標的にして破壊するために必要な細胞のクラスであるT細胞に対して、コロナウイルスの耐性を作る可能性さえあるとする。それらは、コロナウイルス粒子をブロックし、増殖するのを防ぐのに役立つ抗体とは異なる。

### S477G/N
SARS-CoV-2における受容体結合ドメイン (RBD) の非常に柔軟な領域は、残基475から残基485まで続き、いくつかの研究でバイオインフォマティクスと統計的手法を使用して特定された。オーストリアのグラーツ大学とBiotech Company Innophoreは、位置S477が構造的に最も高い柔軟性を示していることを、最近の出版物で示した。
また、S477はSARS-CoV-2変異体のRBDで最も頻繁に交換されたアミノ酸残基でもある。hACE2への結合プロセス中にRBDの分子動力学シミュレーションを使用した結果、S477GとS477Nの両方がSARS-COV-2スパイクとhACE2受容体との結合を強化することが示された。ワクチン開発企業のBioNTechは、2021年2月に発行した査読前論文において、将来のワクチン設計に関連する成果としてこのアミノ酸交換を発表した。

### E484Q
484番目のアミノ酸位置でグルタミン酸（E）がグルタミン（Q）に置換したことを示す。

### E484K
E484Kは、484番目のグルタミン酸 (E) がリジン (K) に置き換わっていることを示す。この置換には "Eeek" という俗称が付けられた。
E484Kは、SARS-CoV-2に対するモノクローナル抗体の少なくとも1つの形態からの逃避変異（すなわち、ウイルスがもつ宿主の免疫系に対する回避能力を向上する変異）であると報告されており、「抗原性の変化の可能性」を示すものである。日本とブラジルのマナウスで検出された系統 P.1（ガンマ株）、ブラジルでは系統 B.1.1.248として知られる系統 P.2（ゼータ株） と、系統 B.1.351（ベータ株）はこの突然変異を示している。E484K変異を有する限られた数のB.1.1.7ゲノムも検出されている。モノクローナル抗体および血清由来抗体は、E484K変異を有するウイルスを中和する効果が10倍から60倍低いと報告されている。2021年2月2日、英国の医学者は214,000サンプルのうち11サンプルからE484Kが検出されたと報告した。この突然変異は、現行ワクチンの有効性を損なう可能性がある。

### N501Y
N501Yは、501番目のアミノ酸位置でアスパラギン (N) からチロシン (Y) へ置換したことを示す。N501Yには "Nelly" という俗称が付けられた。
この変化は、ヒト細胞の ACE2 に結合するスパイクタンパク質の受容体結合ドメイン内に位置するため、PHEは結合親和性を高めると考えられている。データはまた、この変化による結合親和性増加の仮説を支持している。N501Yの変異株には、系統 P.1（ガンマ株）、系統 B.1.1.7（アルファ株）、系統 B.1.351（ベータ株）、およびCOH.20G / 501Yが含まれる。COH.20G / 501Yは、2020年12月下旬から1月にかけて米国オハイオ州コロンバスでウイルスの優勢な形態になり、他の変異株とは独立して進化したようである。

### D614G

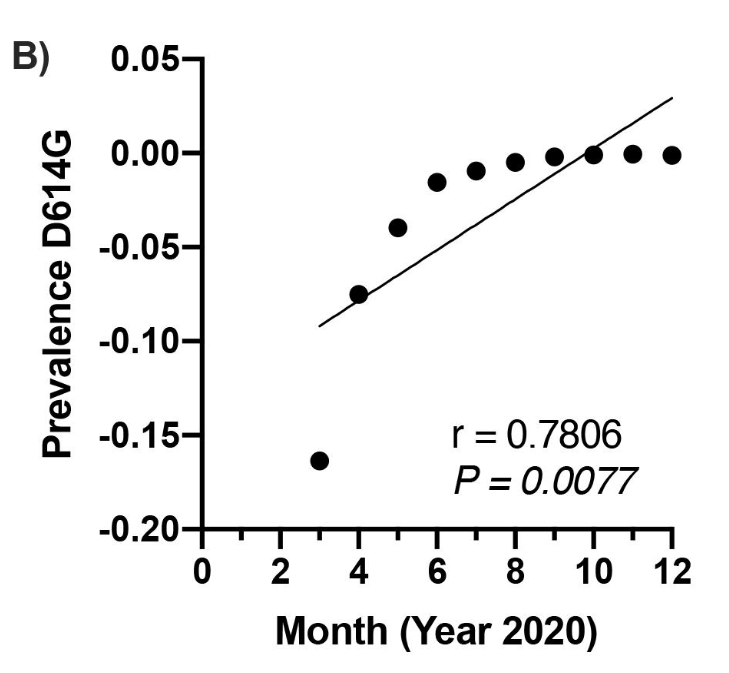
D614G 有病率 ― 2020年におけるGISAIDデータベースのシーケンスによる

D614Gは、SARS-CoV-2スパイクタンパク質に影響を与えるミスセンス変異である。ウイルス集団におけるこの突然変異の頻度は、パンデミックの間に増加した。多くの国々で（中国やその他の東アジア地域では徐々にではあるが、特にヨーロッパにおいて）、614番目のD（アスパラギン酸）はG（グリシン）に置換された。このことはGが感染率を高めるという仮説を支持しており、in vitro（試験管内）での高いウイルス価および感染性とも一致する 。PANGOLINは、この突然変異へ "Doug" という俗称を付けた。
2020年7月に、より感染性の高いD614G変異株がパンデミックの主要形態になったことが報告された。イングランド公衆衛生庁 (PHE) は、D614G突然変異が「伝達性に中程度の影響」を及ぼし、国際的に追跡されていることを確認した。
D614Gによる世界的な有病率はCOVID-19の症状としての嗅覚喪失（無嗅覚症）の有病率と相関しており、おそらく受容体結合ドメイン (RBD) のACE2受容体へのより高い結合、または高いタンパク質安定性による嗅上皮への高い感染性によって媒介されている。
D614G変異を含む変異株は、GISAIDによるGクレードおよびPANGOLINツールによる B.1クレードに見られる。

### P681H

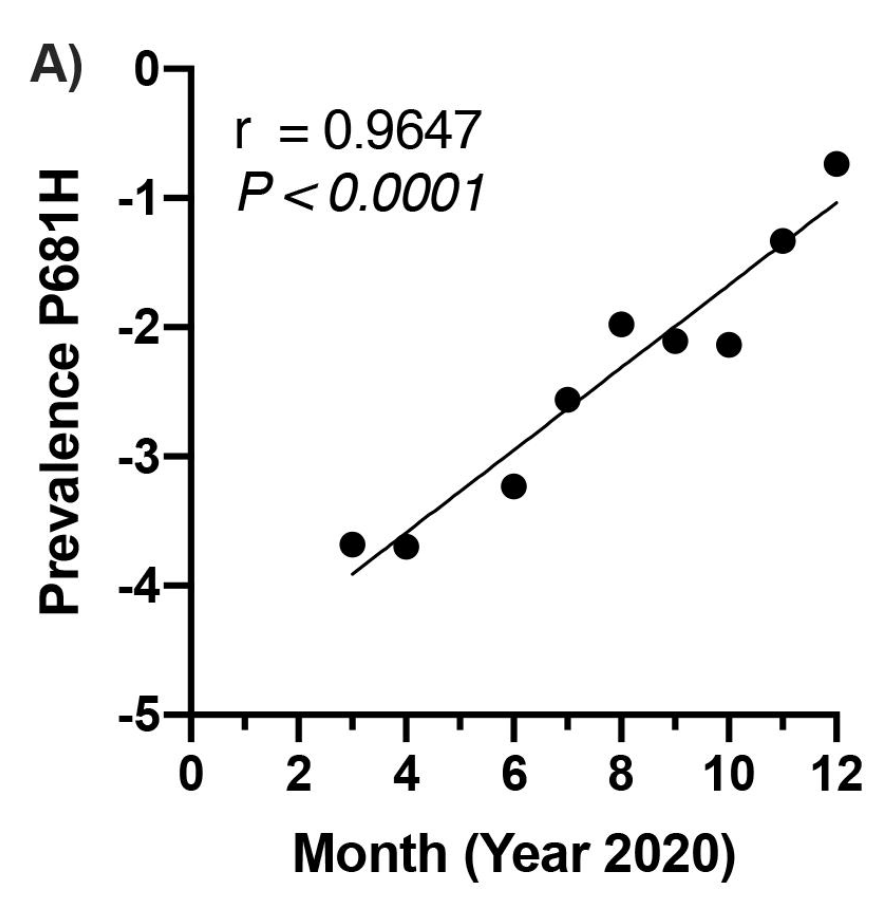
P681H 有病率 — 2020年におけるGISAIDデータベースのシーケンスによる

2021年1月、査読前論文において、系統 B.1.1.7（アルファ株）と系統 B.1.1.207（ナイジェリアで最初に確認）で検出された重要な新規SARS-CoV-2変異株の特徴である変異「P681H」が報告された。この変異株の出現は、現在世界的に普及している「D614G」と同様に、世界中での大幅な指数関数的増加の可能性を示した。

### P681R
681番目のアミノ酸位置でプロリン（P）がアルギニン（R）に置換したことを示す。

### A701V
701番目のアミノ酸位置でアラニン（A）がバリン（V）に置換したことを示す。

## 新しい変異株の検出と評価・公表
2021年1月26日、英国政府は、ゲノム配列決定率を高め、新しい変異体を追跡するために、ゲノム配列決定能力を他の国と共有すると発表し、「新しい変異株評価プラットフォーム」を発表した。2021年1月現在において、COVID-19の全ゲノム配列決定の半分以上が英国で行われた。
各国衛生当局は、どの変異株を検出したか全て公表している訳ではない。日本では2021年7月20日の羽田空港における検疫で、ペルー滞在歴がある女性からラムダ株が日本国内で初めて確認された。これは当初公表されず、米国のニュースサイトであるデイリー・ビーストが8月6日に、発表は東京オリンピック終了後の予定とされたとする国立感染症研究所職員の証言とともに報道した。批判を受けた日本の厚生労働省は、変異株の種類を公表しているのはVOCの4種類のみとしていたからで、VOIであったラムダ株の隠蔽の意図はなかったと説明した。

## 変異株の起源
免疫不全患者の持続感染の過程で複数の突然変異が発生する可能性があることを示唆されている。特に、ウイルスが抗体による選択圧に晒されるような回復期の抗血清治療下においては、表面抗原の同じ欠失が異なる患者で繰り返されることにより、逃避変異を発症する。